# Ehsan Hajsafi
Ehsan Hajsafi (pers. احسان حاج‌صفی; Kashan, 25 febbraio 1990) è un calciatore iraniano, difensore o centrocampista del Sepahan e della nazionale iraniana.

## Carriera

### Club
Inizia la carriera da calciatore nel 2000, quando viene acquistato dallo Zob Ahan, in cui compie tutta la trafila delle giovanili fino al 2006, anno in cui si trasferisce al Sepahan. Nello stesso anno debutta in prima squadra, mentre il 18 settembre 2008 realizza la sua prima rete in carriera.
Cinque stagioni più tardi viene ceduto in prestito al Tractor Sazi, dove esordisce il 2 agosto 2011 in occasione del match di campionato contro il Saba Qom.
Dopo due stagioni in prestito, nel 2013 torna al Sepahan.
Nel 2015 si trasferisce in Germania, all'FSV Francoforte; con la squadra disputa una buona stagione, condita anche da 2 gol (di cui uno da 45 metri contro il Friburgo), ma non basta per evitare la retrocessione in terza serie tedesca.
A tal punto Hajsafi non rinnova il suo contratto con il club di Francoforte sul Meno tornando a giocare nel Sepahan.
Dopo un anno, torna a giocare in Europa, questa volta in Grecia, nel Paniōnios, raggiungendo il connazionale Masoud Shojaei, anch'egli militante nel club greco. Nel terzo turno preliminare di Europa League il Paniōnios incontra il Maccabi Tel Aviv, squadra israeliana, e sorgono problemi per i due calciatori iraniani in quanto l'Iran non riconosce lo stato d'Israele; dopo essersi rifiutati di giocare la gara d'andata a Tel Aviv, i due sono stati obbligati a giocare la gara di ritorno. Prima dell'inizio della partita Hajsafi e Shojaei stringono la mano ai giocatori della squadra avversaria, gesto che non passa inosservato al governo iraniano. I due vengono così sospesi dalla nazionale. Al contrario di Shojaei, che sarà richiamato in nazionale solo nel marzo 2018, Hajsafi viene convocato nuovamente in nazionale, avendo inviato un messaggio di scuse.
Il 2 gennaio 2018 lascia, dopo soli sei mesi, il Paniōnios per accasarsi all'Olympiacos. e otto mesi dopo torna al Tractor. Il 13 marzo 2021 passa al Sepahan, dove rimane per il resto della stagione sportiva.
Il 3 agosto 2021 viene prelevato dall'AEK Atene.

### Nazionale
Dal 2005 al 2011 gioca 26 partite, in tutto, con l'Under-17, con l'Under-20 e con l'Under-23.
Il 25 maggio 2008 esordisce con la nazionale maggiore nell'amichevole vinta per 3-2 contro lo Zambia; nella stessa partita è partito titolare, consegnando 2 assist.
Ha partecipato a 2 Coppe d'Asia (2011, 2015) e 2 Mondiali (2014, 2018), giocando sempre titolare, e segnando anche il gol del provvisorio 1-0 nella sfida vinta per 2-0 al primo turno contro il Bahrein durante la Coppa d'Asia 2015.

## Statistiche

### Presenze e reti nei club
Statistiche aggiornate al 12 aprile 2025.
| Stagione            | Squadra             | Campionato          | Campionato | Campionato | Coppe nazionali | Coppe nazionali | Coppe nazionali | Coppe continentali | Coppe continentali | Coppe continentali | Altre coppe | Altre coppe | Altre coppe | Totale | Totale | Totale |
| Stagione            | Squadra             | Comp                | Pres       | Reti       | Comp            | Pres            | Reti            | Comp               | Pres               | Reti               | Comp        | Pres        | Reti        | Pres   | Reti   |        |
| ------------------- | ------------------- | ------------------- | ---------- | ---------- | --------------- | --------------- | --------------- | ------------------ | ------------------ | ------------------ | ----------- | ----------- | ----------- | ------ | ------ | ------ |
| 2006-2007           | Sepahan             | PL                  | 8          | 0          | CI              | 1               | 0               | ACL                | 7                  | 0                  | -           | -           | -           | 16     | 0      |        |
| 2007-2008           | Sepahan             | PL                  | 32         | 6          | CI              | 3               | 1               | ACL                | 5                  | 0                  | Cmc         | 2           | 0           | 42     | 7      |        |
| 2008-2009           | Sepahan             | PL                  | 29         | 6          | CI              | 1               | 2               | ACL                | 6                  | 0                  | -           | -           | -           | 36     | 8      |        |
| 2009-2010           | Sepahan             | PL                  | 32         | 5          | CI              | 1               | 0               | ACL                | 6                  | 0                  | -           | -           | -           | 39     | 5      |        |
| 2010-2011           | Sepahan             | PL                  | 38         | 2          | CI              | 3               | 0               | ACL                | 7                  | 0                  | -           | -           | -           | 38     | 2      |        |
| 2011-2012           | Tractor Sazi        | PL                  | 32         | 5          | CI              | 1               | 0               | -                  | -                  | -                  | -           | -           | -           | 33     | 5      |        |
| 2012-gen. 2013      | Tractor Sazi        | PL                  | 13         | 4          | CI              | 0               | 0               | ACL                | 0                  | 0                  | -           | -           | -           | 13     | 4      |        |
| gen.-giu. 2013      | Sepahan             | PL                  | 16         | 2          | CI              | 3               | 0               | ACL                | 5                  | 0                  | -           | -           | -           | 24     | 2      |        |
| 2013-2014           | Sepahan             | PL                  | 34         | 5          | CI              | 1               | 0               | ACL                | 6                  | 0                  | -           | -           | -           | 40     | 5      |        |
| 2014-2015           | Sepahan             | PL                  | 35         | 2          | CI              | 1               | 0               | -                  | -                  | -                  | -           | -           | -           | 26     | 2      |        |
| 2015-2016           | FSV Francoforte     | ZL                  | 27         | 2          | CG              | 1               | 0               | -                  | -                  | -                  | -           | -           | -           | 28     | 2      |        |
| 2016-2017           | Sepahan             | PL                  | 35         | 5          | CI              | 4               | 1               | -                  | -                  | -                  | -           | -           | -           | 29     | 6      |        |
| 2017-gen. 2018      | Paniōnios           | SL                  | 14         | 1          | CG              | 3               | 1               | UEL                | 3                  | 0                  | -           | -           | -           | 20     | 2      |        |
| gen.-giu. 2018      | Olympiacos          | SL                  | 6          | 1          | CG              | 1               | 0               | UCL                | -                  | -                  | -           | -           | -           | 7      | 1      |        |
| 2018-2019           | Tractor Sazi        | PL                  | 34         | 0          | CI              | 0               | 0               | -                  | -                  | -                  | -           | -           | -           | 24     | 0      |        |
| 2019-2020           | Tractor Sazi        | PL                  | 29         | 6          | CI              | 3               | 0               | -                  | -                  | -                  | -           | -           | -           | 32     | 6      |        |
| 2020-gen. 2021      | Tractor Sazi        | PL                  | 16         | 1          | CI              | 0               | 0               | ACL                | 0                  | 0                  | SI          | 0           | 0           | 16     | 1      |        |
| Totale Tractor Sazi | Totale Tractor Sazi | Totale Tractor Sazi | 114        | 16         |                 | 4               | 0               |                    | 0                  | 0                  |             | 0           | 0           | 118    | 16     |        |
| gen.-giu. 2021      | Sepahan             | PL                  | 13         | 1          | CI              | 2               | 0               | -                  | -                  | -                  | -           | -           | -           | 15     | 1      |        |
| Totale Sepahan      | Totale Sepahan      | Totale Sepahan      | 284        | 34         |                 | 20              | 4               |                    | 42                 | 0                  |             | 2           | 0           | 306    | 38     |        |
| 2021-2022           | AEK Atene           | SL                  | 19+9       | 1+1        | CG              | 4               | 1               | UECL               | -                  | -                  | -           | -           | -           | 32     | 3      |        |
| 2022-2023           | AEK Atene           | SL                  | 20+9       | 0          | CG              | 5               | 0               | -                  | -                  | -                  | -           | -           | -           | 34     | 0      |        |
| 2023-2024           | AEK Atene           | SLE                 | 9+10       | 0          | CG              | 0               | 0               | UCL+UEL            | 4+6                | 0+0                | -           | -           | -           | 29     | 0      |        |
| 2024-2024           | AEK Atene           | SLE                 | 14+1       | 1          | CG              | 4               | 0               | UCL+UEL            | 0+4                | 0+0                | -           | -           | -           | 23     | 1      |        |
| Totale AEK Atene    | Totale AEK Atene    | Totale AEK Atene    | 62+29      | 2+1        |                 | 13              | 1               |                    | 14                 | 0                  |             | -           | -           | 118    | 4      |        |
| Totale carriera     | Totale carriera     | Totale carriera     | 496        | 57         |                 | 42              | 6               |                    | 59                 | 0                  |             | 2           | 0           | 599    | 63     |        |

### Cronologia presenze e reti in nazionale
| Cronologia completa delle presenze e delle reti in nazionale ― Iran | Cronologia completa delle presenze e delle reti in nazionale ― Iran | Cronologia completa delle presenze e delle reti in nazionale ― Iran | Cronologia completa delle presenze e delle reti in nazionale ― Iran | Cronologia completa delle presenze e delle reti in nazionale ― Iran | Cronologia completa delle presenze e delle reti in nazionale ― Iran | Cronologia completa delle presenze e delle reti in nazionale ― Iran | Cronologia completa delle presenze e delle reti in nazionale ― Iran |
| Data                                                                | Città                                                               | In casa                                                             | Risultato                                                           | Ospiti                                                              | Competizione                                                        | Reti                                                                | Note                                                                |
| ------------------------------------------------------------------- | ------------------------------------------------------------------- | ------------------------------------------------------------------- | ------------------------------------------------------------------- | ------------------------------------------------------------------- | ------------------------------------------------------------------- | ------------------------------------------------------------------- | ------------------------------------------------------------------- |
| 25-5-2008                                                           | Teheran                                                             | Iran                                                                | 3 – 2                                                               | Zambia                                                              | Amichevole                                                          | -                                                                   | 69’                                                                 |
| 2-6-2008                                                            | Teheran                                                             | Iran                                                                | 0 – 0                                                               | Emirati Arabi Uniti                                                 | Qual. Mondiali 2010                                                 | -                                                                   | 39’                                                                 |
| 7-6-2008                                                            | Dubai                                                               | Emirati Arabi Uniti                                                 | 0 – 1                                                               | Iran                                                                | Qual. Mondiali 2010                                                 | -                                                                   | 73’                                                                 |
| 7-8-2008                                                            | Tabriz                                                              | Iran                                                                | 3 – 0                                                               | Palestina                                                           | Coppa dell'Asia dell'Ovest 2008 - 1º turno                          | -                                                                   | 60’                                                                 |
| 11-8-2008                                                           | Tabriz                                                              | Iran                                                                | 6 – 1                                                               | Qatar                                                               | Coppa dell'Asia dell'Ovest 2008 - 1º turno                          | 1                                                                   |                                                                     |
| 13-8-2008                                                           | Tabriz                                                              | Iran                                                                | 2 – 0                                                               | Siria                                                               | Coppa dell'Asia dell'Ovest 2008 - semifinale                        | -                                                                   | 56’ 61’                                                             |
| 15-8-2008                                                           | Teheran                                                             | Iran                                                                | 2 – 1                                                               | Giordania                                                           | Coppa dell'Asia dell'Ovest 2008 - finale                            | -                                                                   |                                                                     |
| 27-8-2008                                                           | Teheran                                                             | Iran                                                                | 1 – 0                                                               | Azerbaigian                                                         | Amichevole                                                          | -                                                                   | 73’                                                                 |
| 17-12-2008                                                          | Mascate                                                             | Iran                                                                | 0 – 1                                                               | Ecuador                                                             | Amichevole                                                          | -                                                                   |                                                                     |
| 9-1-2009                                                            | Teheran                                                             | Iran                                                                | 3 – 1                                                               | Cina                                                                | Amichevole                                                          | -                                                                   | 60’                                                                 |
| 23-3-2009                                                           | Al-Kuwait                                                           | Kuwait                                                              | 0 – 1                                                               | Iran                                                                | Amichevole                                                          | -                                                                   | 69’                                                                 |
| 1-4-2009                                                            | Teheran                                                             | Iran                                                                | 1 – 1                                                               | Senegal                                                             | Amichevole                                                          | -                                                                   | 46’                                                                 |
| 1-6-2009                                                            | Qinhuangdao                                                         | Cina                                                                | 1 – 0                                                               | Iran                                                                | Amichevole                                                          | -                                                                   | 46’                                                                 |
| 31-8-2009                                                           | Riffa                                                               | Bahrein                                                             | 4 – 2                                                               | Iran                                                                | Amichevole                                                          | -                                                                   | 46’                                                                 |
| 5-9-2009                                                            | Tashkent                                                            | Uzbekistan                                                          | 0 – 0                                                               | Iran                                                                | Amichevole                                                          | -                                                                   |                                                                     |
| 10-11-2009                                                          | Teheran                                                             | Iran                                                                | 1 – 0                                                               | Islanda                                                             | Amichevole                                                          | -                                                                   | 73’                                                                 |
| 14-11-2009                                                          | Teheran                                                             | Iran                                                                | 1 – 0                                                               | Giordania                                                           | Qual. Coppa d'Asia 2011                                             | -                                                                   |                                                                     |
| 22-11-2009                                                          | Amman                                                               | Giordania                                                           | 1 – 0                                                               | Iran                                                                | Qual. Coppa d'Asia 2011                                             | -                                                                   |                                                                     |
| 28-12-2009                                                          | Doha                                                                | Qatar                                                               | 3 – 2                                                               | Iran                                                                | Amichevole                                                          | 1                                                                   |                                                                     |
| 2-1-2010                                                            | Doha                                                                | Corea del Nord                                                      | 0 – 1                                                               | Iran                                                                | Amichevole                                                          | -                                                                   | 80’                                                                 |
| 6-1-2010                                                            | Kallang                                                             | Singapore                                                           | 1 – 3                                                               | Iran                                                                | Qual. Coppa d'Asia 2011                                             | -                                                                   |                                                                     |
| 3-3-2010                                                            | Teheran                                                             | Iran                                                                | 1 – 0                                                               | Thailandia                                                          | Qual. Coppa d'Asia 2011                                             | -                                                                   |                                                                     |
| 3-9-2010                                                            | Zhengzhou                                                           | Cina                                                                | 0 – 2                                                               | Iran                                                                | Amichevole                                                          | -                                                                   | 76’                                                                 |
| 7-9-2010                                                            | Seul                                                                | Corea del Sud                                                       | 0 – 1                                                               | Iran                                                                | Amichevole                                                          | -                                                                   | 90+3’                                                               |
| 24-9-2010                                                           | Mascate                                                             | Bahrein                                                             | 3 – 0                                                               | Iran                                                                | Campionato dell'Asia occidentale 2010                               | -                                                                   | 77’                                                                 |
| 1-10-2010                                                           | Amman                                                               | Iran                                                                | 2 – 1                                                               | Iraq                                                                | Amichevole                                                          | -                                                                   |                                                                     |
| 3-10-2010                                                           | Amman                                                               | Iran                                                                | 1 – 2                                                               | Kuwait                                                              | Amichevole                                                          | -                                                                   |                                                                     |
| 7-10-2010                                                           | Abu Dhabi                                                           | Brasile                                                             | 3 – 0                                                               | Iran                                                                | Amichevole                                                          | -                                                                   |                                                                     |
| 28-12-2010                                                          | Doha                                                                | Qatar                                                               | 0 – 0                                                               | Iran                                                                | Amichevole                                                          | -                                                                   |                                                                     |
| 2-1-2011                                                            | Teheran                                                             | Iran                                                                | 1 – 0                                                               | Angola                                                              | Amichevole                                                          | -                                                                   |                                                                     |
| 11-1-2011                                                           | Ar Rayyan                                                           | Iraq                                                                | 1 – 2                                                               | Iran                                                                | Coppa d'Asia 2011 - 1º turno                                        | -                                                                   |                                                                     |
| 15-1-2011                                                           | Doha                                                                | Iran                                                                | 1 – 0                                                               | Corea del Nord                                                      | Coppa d'Asia 2011 - 1º turno                                        | -                                                                   |                                                                     |
| 19-1-2011                                                           | Doha                                                                | Emirati Arabi Uniti                                                 | 0 – 3                                                               | Iran                                                                | Coppa d'Asia 2011 - 1º turno                                        | -                                                                   |                                                                     |
| 22-1-2011                                                           | Doha                                                                | Iran                                                                | 0 – 1 dts                                                           | Corea del Sud                                                       | Coppa d'Asia 2011 - Quarti di finale                                | -                                                                   |                                                                     |
| 9-2-2011                                                            | Abu Dhabi                                                           | Iran                                                                | 1 – 0                                                               | Russia                                                              | Amichevole                                                          | -                                                                   |                                                                     |
| 17-7-2011                                                           | Teheran                                                             | Iran                                                                | 1 – 0                                                               | Madagascar                                                          | Amichevole                                                          | -                                                                   | 46’                                                                 |
| 23-7-2011                                                           | Teheran                                                             | Iran                                                                | 4 – 0                                                               | Maldive                                                             | Qual. Mondiali 2014                                                 | -                                                                   | 62’                                                                 |
| 2-9-2011                                                            | Tehran                                                              | Iran                                                                | 3 – 0                                                               | Indonesia                                                           | Qual. Mondiali 2014                                                 | -                                                                   | 65’                                                                 |
| 5-10-2011                                                           | Tehran                                                              | Iran                                                                | 7 – 0                                                               | Palestina                                                           | Amichevole                                                          | -                                                                   |                                                                     |
| 15-11-2011                                                          | Giacarta                                                            | Indonesia                                                           | 1 – 4                                                               | Iran                                                                | Qual. Mondiali 2014                                                 | -                                                                   |                                                                     |
| 23-2-2012                                                           | Dubai                                                               | Iran                                                                | 2 – 2                                                               | Giordania                                                           | Amichevole                                                          | -                                                                   |                                                                     |
| 18-4-2012                                                           | Tehran                                                              | Iran                                                                | 2 – 0                                                               | Mauritania                                                          | Amichevole                                                          | -                                                                   |                                                                     |
| 2-5-2012                                                            | Karaj                                                               | Iran                                                                | 3 – 0                                                               | Mozambico                                                           | Amichevole                                                          | -                                                                   | 61’                                                                 |
| 27-5-2012                                                           | Istanbul                                                            | Albania                                                             | 1 – 0                                                               | Iran                                                                | Amichevole                                                          | -                                                                   | 46’                                                                 |
| 3-6-2012                                                            | Tashkent                                                            | Uzbekistan                                                          | 0 – 1                                                               | Iran                                                                | Qual. Mondiali 2014                                                 | -                                                                   | 61’                                                                 |
| 12-6-2012                                                           | Tehran                                                              | Iran                                                                | 0 – 0                                                               | Qatar                                                               | Qual. Mondiali 2014                                                 | -                                                                   | 46’                                                                 |
| 15-8-2012                                                           | Tunisi                                                              | Tunisia                                                             | 2 – 2                                                               | Iran                                                                | Amichevole                                                          | -                                                                   |                                                                     |
| 5-9-2012                                                            | Amman                                                               | Iran                                                                | 0 – 0                                                               | Giordania                                                           | Amichevole                                                          | -                                                                   | 46’                                                                 |
| 11-9-2012                                                           | Beirut                                                              | Libano                                                              | 1 – 0                                                               | Iran                                                                | Qual. Mondiali 2014                                                 | -                                                                   | 46’                                                                 |
| 6-11-2012                                                           | Tehran                                                              | Iran                                                                | 6 – 1                                                               | Tagikistan                                                          | Amichevole                                                          | -                                                                   | 46’                                                                 |
| 12-12-2012                                                          | Al-Kuwait                                                           | Iran                                                                | 0 – 0                                                               | Bahrein                                                             | Campionato dell'Asia occidentale 2012                               | -                                                                   | 40’ 46’                                                             |
| 26-3-2013                                                           | Hawalli                                                             | Kuwait                                                              | 1 – 1                                                               | Iran                                                                | Qual. Coppa d'Asia 2015                                             | -                                                                   | 66’ 80’                                                             |
| 22-5-2013                                                           | Mascate                                                             | Oman                                                                | 3 – 1                                                               | Iran                                                                | Amichevole                                                          | -                                                                   |                                                                     |
| 11-6-2013                                                           | Teheran                                                             | Iran                                                                | 4 – 0                                                               | Libano                                                              | Qual. Mondiali 2014                                                 | -                                                                   | 80’                                                                 |
| 18-6-2013                                                           | Ulsan                                                               | Corea del Sud                                                       | 0 – 1                                                               | Iran                                                                | Qual. Mondiali 2014                                                 | -                                                                   | 83’                                                                 |
| 15-11-2013                                                          | Bangkok                                                             | Thailandia                                                          | 0 – 3                                                               | Iran                                                                | Qual. Coppa d'Asia 2015                                             | -                                                                   | 90+5’                                                               |
| 3-3-2014                                                            | Karaj                                                               | Iran                                                                | 3 – 2                                                               | Kuwait                                                              | Amichevole                                                          | -                                                                   | 46’                                                                 |
| 5-3-2014                                                            | Teheran                                                             | Iran                                                                | 1 – 2                                                               | Guinea                                                              | Amichevole                                                          | -                                                                   | 86’                                                                 |
| 18-5-2014                                                           | Minsk                                                               | Bielorussia                                                         | 0 – 0                                                               | Iran                                                                | Amichevole                                                          | -                                                                   | 83’                                                                 |
| 26-5-2014                                                           | Podgorica                                                           | Montenegro                                                          | 0 – 0                                                               | Iran                                                                | Amichevole                                                          | -                                                                   | 61’                                                                 |
| 30-5-2014                                                           | Conakry                                                             | Angola                                                              | 1 – 1                                                               | Iran                                                                | Amichevole                                                          | -                                                                   |                                                                     |
| 8-6-2014                                                            | San Paolo                                                           | Iran                                                                | 2 – 0                                                               | Trinidad e Tobago                                                   | Amichevole                                                          | 1                                                                   |                                                                     |
| 16-6-2014                                                           | Curitiba                                                            | Nigeria                                                             | 0 – 0                                                               | Iran                                                                | Mondiali 2014 - 1º turno                                            | -                                                                   |                                                                     |
| 21-6-2014                                                           | Belo Horizonte                                                      | Argentina                                                           | 1 – 0                                                               | Iran                                                                | Mondiali 2014 - 1º turno                                            | -                                                                   | 88’                                                                 |
| 25-6-2014                                                           | Salvador                                                            | Bosnia ed Erzegovina                                                | 3 – 1                                                               | Iran                                                                | Mondiali 2014 - 1º turno                                            | -                                                                   | 63’                                                                 |
| 18-11-2014                                                          | Teheran                                                             | Iran                                                                | 1 – 0                                                               | Corea del Sud                                                       | Amichevole                                                          | -                                                                   |                                                                     |
| 11-1-2015                                                           | Melbourne                                                           | Iran                                                                | 2 – 0                                                               | Bahrein                                                             | Coppa d'Asia 2015 - 1º turno                                        | 1                                                                   | 22’                                                                 |
| 15-1-2015                                                           | Sydney                                                              | Qatar                                                               | 0 – 1                                                               | Iran                                                                | Coppa d'Asia 2015 - 1º turno                                        | -                                                                   |                                                                     |
| 23-1-2015                                                           | Canberra                                                            | Iran                                                                | 3 – 3 dts (6 - 7 dtr)                                               | Iraq                                                                | Coppa d'Asia 2015 - Quarti di finale                                | -                                                                   |                                                                     |
| 11-6-2015                                                           | Tashkent                                                            | Uzbekistan                                                          | 0 – 1                                                               | Iran                                                                | Amichevole                                                          | -                                                                   |                                                                     |
| 16-6-2015                                                           | Aşgabat                                                             | Turkmenistan                                                        | 1 – 1                                                               | Iran                                                                | Qual. Mondiali 2018                                                 | -                                                                   |                                                                     |
| 3-9-2015                                                            | Teheran                                                             | Iran                                                                | 6 – 0                                                               | Guam                                                                | Qual. Mondiali 2018                                                 | -                                                                   |                                                                     |
| 8-9-2015                                                            | Nuova Delhi                                                         | India                                                               | 0 – 3                                                               | Iran                                                                | Qual. Mondiali 2018                                                 | -                                                                   |                                                                     |
| 8-10-2015                                                           | Mascate                                                             | Oman                                                                | 1 – 1                                                               | Iran                                                                | Qual. Mondiali 2018                                                 | -                                                                   |                                                                     |
| 13-10-2015                                                          | Teheran                                                             | Iran                                                                | 1 – 1                                                               | Giappone                                                            | Amichevole                                                          | -                                                                   |                                                                     |
| 12-11-2015                                                          | Teheran                                                             | Iran                                                                | 3 – 1                                                               | Turkmenistan                                                        | Qual. Mondiali 2018                                                 | -                                                                   |                                                                     |
| 24-3-2016                                                           | Teheran                                                             | Iran                                                                | 4 – 0                                                               | India                                                               | Qual. Mondiali 2018                                                 | 2                                                                   | cap.                                                                |
| 29-3-2016                                                           | Teheran                                                             | Iran                                                                | 2 – 0                                                               | Oman                                                                | Qual. Mondiali 2018                                                 | -                                                                   | 81’                                                                 |
| 2-6-2016                                                            | Skopje                                                              | Macedonia                                                           | 1 – 3                                                               | Iran                                                                | Amichevole                                                          | -                                                                   |                                                                     |
| 1-9-2016                                                            | Teheran                                                             | Iran                                                                | 2 – 0                                                               | Qatar                                                               | Qual. Mondiali 2018                                                 | -                                                                   |                                                                     |
| 6-10-2016                                                           | Tashkent                                                            | Uzbekistan                                                          | 0 – 1                                                               | Iran                                                                | Qual. Mondiali 2018                                                 | -                                                                   |                                                                     |
| 11-10-2016                                                          | Teheran                                                             | Iran                                                                | 1 – 0                                                               | Corea del Sud                                                       | Qual. Mondiali 2018                                                 | -                                                                   |                                                                     |
| 23-3-2017                                                           | Doha                                                                | Qatar                                                               | 0 – 1                                                               | Iran                                                                | Qual. Mondiali 2018                                                 | -                                                                   | cap.                                                                |
| 4-6-2017                                                            | Podgorica                                                           | Montenegro                                                          | 1 – 2                                                               | Iran                                                                | Amichevole                                                          | -                                                                   | 38’                                                                 |
| 31-8-2017                                                           | Seul                                                                | Corea del Sud                                                       | 0 – 0                                                               | Iran                                                                | Qual. Mondiali 2018                                                 | -                                                                   |                                                                     |
| 5-9-2017                                                            | Teheran                                                             | Iran                                                                | 2 – 2                                                               | Siria                                                               | Qual. Mondiali 2018                                                 | -                                                                   | 47’                                                                 |
| 5-10-2017                                                           | Teheran                                                             | Iran                                                                | 2 – 0                                                               | Togo                                                                | Amichevole                                                          | -                                                                   | cap. 46’                                                            |
| 10-10-2017                                                          | Kazan'                                                              | Russia                                                              | 1 – 1                                                               | Iran                                                                | Amichevole                                                          | -                                                                   |                                                                     |
| 13-11-2017                                                          | Nimega                                                              | Venezuela                                                           | 0 – 1                                                               | Iran                                                                | Amichevole                                                          | -                                                                   | cap.                                                                |
| 23-3-2018                                                           | Radès                                                               | Tunisia                                                             | 1 – 0                                                               | Iran                                                                | Amichevole                                                          | -                                                                   |                                                                     |
| 27-3-2018                                                           | Graz                                                                | Iran                                                                | 2 – 1                                                               | Algeria                                                             | Amichevole                                                          | -                                                                   | cap.                                                                |
| 18-5-2018                                                           | Teheran                                                             | Iran                                                                | 1 – 0                                                               | Uzbekistan                                                          | Amichevole                                                          | -                                                                   | cap. 59’                                                            |
| 28-5-2018                                                           | Graz                                                                | Turchia                                                             | 2 – 1                                                               | Iran                                                                | Amichevole                                                          | -                                                                   | 58’                                                                 |
| 8-6-2018                                                            | Mosca                                                               | Iran                                                                | 1 – 0                                                               | Lituania                                                            | Amichevole                                                          | -                                                                   | 46’                                                                 |
| 15-6-2018                                                           | San Pietroburgo                                                     | Marocco                                                             | 0 – 1                                                               | Iran                                                                | Mondiali 2018 - 1º turno                                            | -                                                                   |                                                                     |
| 20-6-2018                                                           | Kazan'                                                              | Iran                                                                | 0 – 1                                                               | Spagna                                                              | Mondiali 2018 - 1º turno                                            | -                                                                   | cap. 69’                                                            |
| 25-6-2018                                                           | Saransk                                                             | Iran                                                                | 1 – 1                                                               | Portogallo                                                          | Mondiali 2018 - 1º turno                                            | -                                                                   | cap. 52’ 56’                                                        |
| 16-10-2018                                                          | Teheran                                                             | Iran                                                                | 2 – 1                                                               | Bolivia                                                             | Amichevole                                                          | -                                                                   | cap.                                                                |
| 15-11-2018                                                          | Teheran                                                             | Iran                                                                | 1 – 0                                                               | Trinidad e Tobago                                                   | Amichevole                                                          | -                                                                   |                                                                     |
| 31-12-2018                                                          | Doha                                                                | Qatar                                                               | 1 – 2                                                               | Iran                                                                | Amichevole                                                          | -                                                                   | cap.                                                                |
| 7-1-2019                                                            | Abu Dhabi                                                           | Iran                                                                | 5 – 0                                                               | Yemen                                                               | Coppa d'Asia 2019 - 1º turno                                        | -                                                                   |                                                                     |
| 12-1-2019                                                           | Abu Dhabi                                                           | Vietnam                                                             | 0 – 2                                                               | Iran                                                                | Coppa d'Asia 2019 - 1º turno                                        | -                                                                   | 75’                                                                 |
| 24-1-2019                                                           | Abu Dhabi                                                           | Cina                                                                | 0 – 3                                                               | Iran                                                                | Coppa d'Asia 2019 - Quarti di finale                                | -                                                                   |                                                                     |
| 28-1-2019                                                           | al-'Ayn                                                             | Iran                                                                | 0 – 3                                                               | Giappone                                                            | Coppa d'Asia 2019 - Semifinale                                      | -                                                                   |                                                                     |
| 6-6-2019                                                            | Doha                                                                | Iran                                                                | 5 – 0                                                               | Siria                                                               | Amichevole                                                          | -                                                                   |                                                                     |
| 11-6-2019                                                           | Seul                                                                | Corea del Sud                                                       | 1 – 1                                                               | Iran                                                                | Amichevole                                                          | -                                                                   | cap. 77’                                                            |
| 10-9-2019                                                           | Hong Kong                                                           | Hong Kong                                                           | 0 – 2                                                               | Iran                                                                | Qual. Mondiali 2022                                                 | -                                                                   | cap.                                                                |
| 10-10-2019                                                          | Teheran                                                             | Iran                                                                | 14 – 0                                                              | Cambogia                                                            | Qual. Mondiali 2022                                                 | -                                                                   | cap. 61’                                                            |
| 15-10-2019                                                          | Riffa                                                               | Bahrein                                                             | 1 – 0                                                               | Iran                                                                | Qual. Mondiali 2022                                                 | -                                                                   | cap. 63’                                                            |
| 8-10-2020                                                           | Tashkent                                                            | Uzbekistan                                                          | 1 – 2                                                               | Iran                                                                | Amichevole                                                          | -                                                                   | cap. 65’                                                            |
| 12-11-2020                                                          | Sarajevo                                                            | Bosnia ed Erzegovina                                                | 0 – 2                                                               | Iran                                                                | Amichevole                                                          | -                                                                   | cap. 62’                                                            |
| 30-3-2021                                                           | Tehran                                                              | Iran                                                                | 3 – 0                                                               | Siria                                                               | Amichevole                                                          | -                                                                   | cap. 64’                                                            |
| 7-6-2021                                                            | Riffa                                                               | Bahrein                                                             | 0 – 3                                                               | Iran                                                                | Qual. Mondiali 2022                                                 | -                                                                   | cap.                                                                |
| 15-6-2021                                                           | Arad                                                                | Iran                                                                | 1 – 0                                                               | Iraq                                                                | Qual. Mondiali 2022                                                 | -                                                                   | cap. 69’                                                            |
| 7-10-2021                                                           | Dubai                                                               | Emirati Arabi Uniti                                                 | 0 – 1                                                               | Iran                                                                | Qual. Mondiali 2022                                                 | -                                                                   | 78’                                                                 |
| 16-11-2021                                                          | Amman                                                               | Siria                                                               | 0 – 3                                                               | Iran                                                                | Qual. Mondiali 2022                                                 | 1                                                                   | cap. 66’                                                            |
| 24-3-2022                                                           | Seul                                                                | Corea del Sud                                                       | 2 – 0                                                               | Iran                                                                | Qual. Mondiali 2022                                                 | -                                                                   | cap. 64’                                                            |
| 12-6-2022                                                           | Doha                                                                | Algeria                                                             | 2 – 1                                                               | Iran                                                                | Amichevole                                                          | -                                                                   | cap. 46’                                                            |
| 23-9-2022                                                           | Sankt Pölten                                                        | Uruguay                                                             | 0 – 1                                                               | Iran                                                                | Amichevole                                                          | -                                                                   | cap.                                                                |
| 27-9-2022                                                           | Maria Enzersdorf                                                    | Iran                                                                | 1 – 1                                                               | Senegal                                                             | Amichevole                                                          | -                                                                   | cap.                                                                |
| 16-11-2022                                                          | Al Rayyan                                                           | Tunisia                                                             | 2 – 0                                                               | Iran                                                                | Amichevole                                                          | -                                                                   | cap. 46’                                                            |
| 21-11-2022                                                          | Al Rayyan                                                           | Inghilterra                                                         | 6 – 2                                                               | Iran                                                                | Mondiali 2022 - 1º turno                                            | -                                                                   | cap.                                                                |
| 25-11-2022                                                          | Al Rayyan                                                           | Galles                                                              | 0 – 2                                                               | Iran                                                                | Mondiali 2022 - 1º turno                                            | -                                                                   | cap. 77’                                                            |
| 29-11-2022                                                          | Doha                                                                | Iran                                                                | 1 – 0                                                               | Stati Uniti                                                         | Mondiali 2022 - 1º turno                                            | -                                                                   | cap. 71’                                                            |
| 23-3-2023                                                           | Teheran                                                             | Iran                                                                | 1 – 1                                                               | Russia                                                              | Amichevole                                                          | -                                                                   | cap. 88’                                                            |
| 28-3-2023                                                           | Teheran                                                             | Iran                                                                | 2 – 1                                                               | Kenya                                                               | Amichevole                                                          | -                                                                   | cap. 61’                                                            |
| 13-6-2023                                                           | Biškek                                                              | Iran                                                                | 6 – 1                                                               | Afghanistan                                                         | CAFA Nations Cup 2023 - 1º turno                                    | -                                                                   | cap. 68’                                                            |
| 16-6-2023                                                           | Biškek                                                              | Kirghizistan                                                        | 1 – 5                                                               | Iran                                                                | CAFA Nations Cup 2023 - 1º turno                                    | -                                                                   | 61’                                                                 |
| 20-6-2023                                                           | Tashkent                                                            | Uzbekistan                                                          | 0 – 1                                                               | Iran                                                                | CAFA Nations Cup 2023 - Finale                                      | -                                                                   | cap. 90+3’                                                          |
| 7-9-2023                                                            | Plovdiv                                                             | Bulgaria                                                            | 0 – 1                                                               | Iran                                                                | Amichevole                                                          | -                                                                   | cap. 90+4’                                                          |
| 12-9-2023                                                           | Teheran                                                             | Iran                                                                | 4 – 0                                                               | Angola                                                              | Amichevole                                                          | -                                                                   | 66’                                                                 |
| 13-10-2023                                                          | Amman                                                               | Giordania                                                           | 1 – 3                                                               | Iran                                                                | Amichevole                                                          | -                                                                   | cap.                                                                |
| 17-10-2023                                                          | Amman                                                               | Iran                                                                | 4 – 0                                                               | Qatar                                                               | Amichevole                                                          | -                                                                   | 85’                                                                 |
| 16-11-2023                                                          | Teheran                                                             | Iran                                                                | 4 – 0                                                               | Hong Kong                                                           | Qual. Mondiali 2026                                                 | -                                                                   | cap.                                                                |
| 21-11-2023                                                          | Tashkent                                                            | Uzbekistan                                                          | 2 – 2                                                               | Iran                                                                | Qual. Mondiali 2026                                                 | -                                                                   | 90+4’                                                               |
| 5-1-2024                                                            | Kish Island                                                         | Iran                                                                | 2 – 1                                                               | Burkina Faso                                                        | Amichevole                                                          | -                                                                   | 46’ 90+2’                                                           |
| 9-1-2024                                                            | Al Rayyan                                                           | Iran                                                                | 5 – 0                                                               | Indonesia                                                           | Amichevole                                                          | -                                                                   | cap. 46’                                                            |
| 14-1-2024                                                           | Al Rayyan                                                           | Iran                                                                | 4 – 1                                                               | Palestina                                                           | Coppa d'Asia 2023 - 1º turno                                        | -                                                                   | cap.                                                                |
| 19-1-2024                                                           | Al Rayyan                                                           | Hong Kong                                                           | 0 – 1                                                               | Iran                                                                | Coppa d'Asia 2023 - 1º turno                                        | -                                                                   | 81’                                                                 |
| 23-1-2024                                                           | Al Rayyan                                                           | Iran                                                                | 2 – 1                                                               | Emirati Arabi Uniti                                                 | Coppa d'Asia 2023 - 1º turno                                        | -                                                                   | cap.                                                                |
| 31-1-2024                                                           | Doha                                                                | Iran                                                                | 1 – 1 dts (5 – 3 dtr)                                               | Siria                                                               | Coppa d'Asia 2023 - Ottavi di finale                                | -                                                                   | cap.                                                                |
| 7-2-2024                                                            | Doha                                                                | Iran                                                                | 2 – 3                                                               | Qatar                                                               | Coppa d'Asia 2023 - Semifinale                                      | -                                                                   | cap. 21’ 46’                                                        |
| Totale                                                              |                                                                     | Presenze (3º posto)                                                 | 142                                                                 |                                                                     | Reti                                                                | 7                                                                   |                                                                     |

## Palmarès

### Club

#### Competizioni nazionali
- Coppa dell'Iran: 3

Sepahan: 2005-2006, 2006-2007
Tractor Sazi: 2019-2020
- Campionato iraniano: 2

Sepahan: 2009-2010, 2010-2011
- Campionato greco: 1

AEK Atene: 2022-2023
- Coppa di Grecia: 1

AEK Atene: 2022-2023